# Hippie

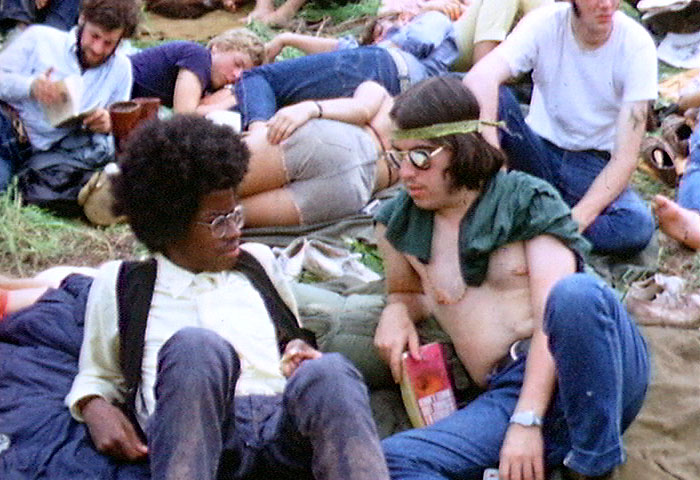
Zwei Hippies beim Woodstock-Festival, 1969

Als Hippie (von englisch hip  = ‚angesagt‘), auch Acidhead, flower child oder im deutschsprachigen Raum Blumenkind, bezeichnet man ein Mitglied der in den 1960er Jahren in den Vereinigten Staaten von Amerika entstandenen großen gegenkulturellen Jugendbewegung, für die unter anderem Naturverbundenheit, Konsumkritik sowie der Bruch mit den damals gängigen Lebens- und Moralvorstellungen im Sinne einer friedlicheren und humaneren Welt zentral war.
Die Hippiebewegung fand ihren gesellschaftspolitischen Höhepunkt in der Friedensbewegung gegen den Vietnamkrieg und prägte dabei das Motto Make love, not war (‚Macht Liebe, nicht Krieg‘). Später ging sie in den alternativen Bewegungen sowie einer Vielzahl von neuen Subkulturen und Szenen auf, u. a. der Goa- und der Punk-Szene auf.
Sie hatte einen großen Einfluss auf das Denken und Handeln der heutigen Welt. So beförderte sie bedeutend die sexuelle Revolution, den Umweltschutz, Antirassismus sowie die allgemeine Auflösung der damals gängigen autoritären Machtstrukturen in Familie und Gesellschaft. Auch mit ihrem Stil beeinflusste die Hippie-Bewegung stark alle Aspekte der Mainstream-Kultur, darunter Mode, Film und Musik.

## Ursprung und Ideale

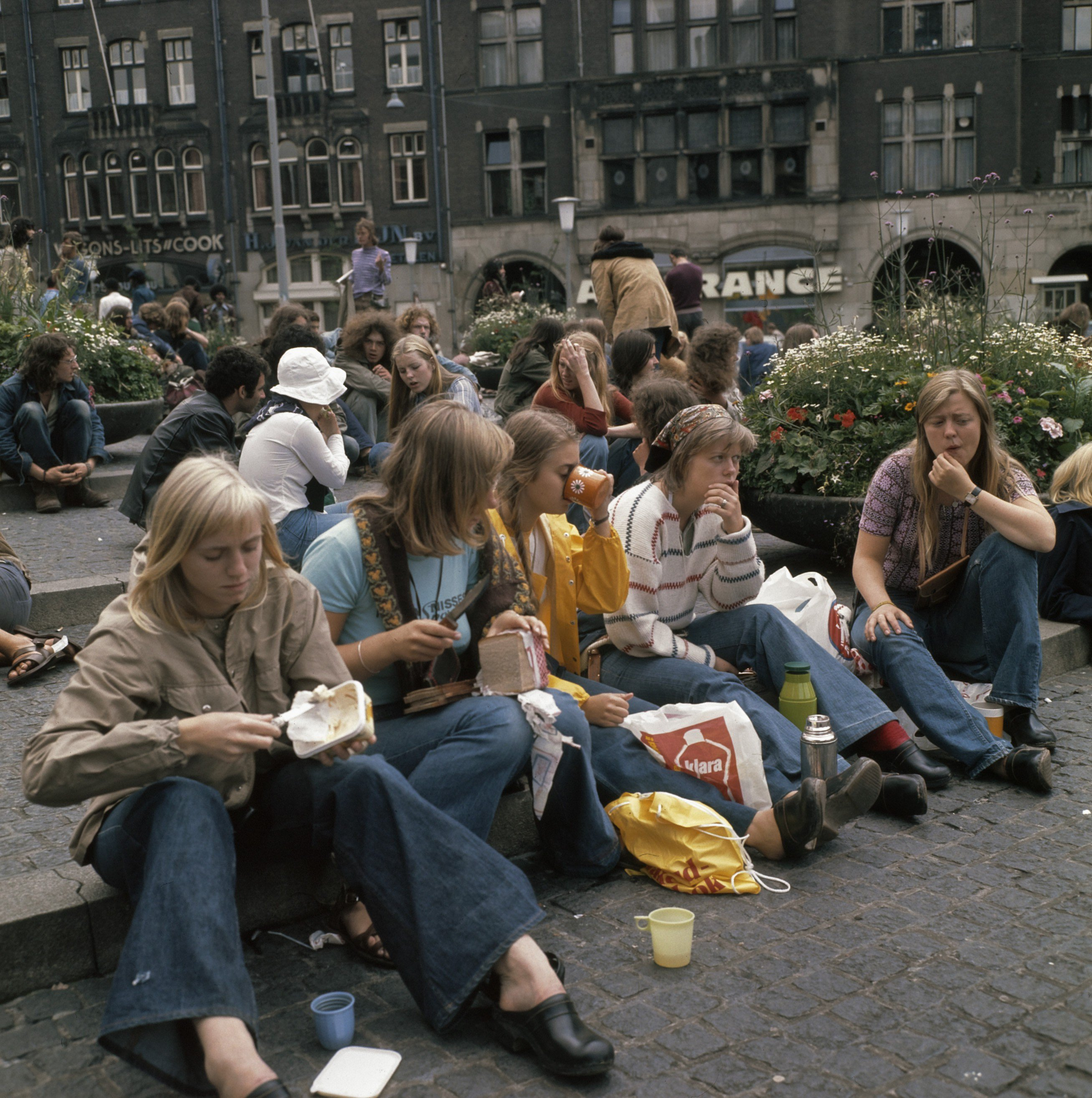
Hippies in Amsterdam, 1973

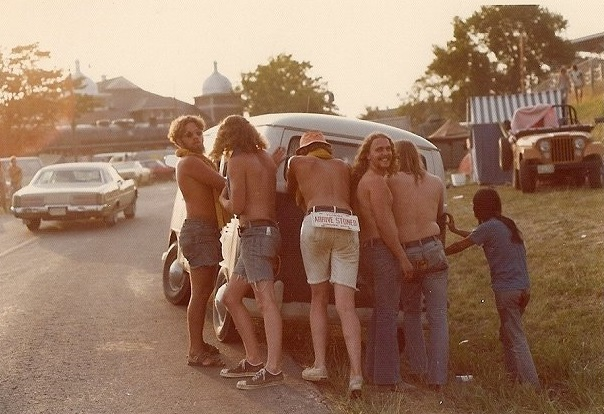
Festival-Besucher, 1974

Die von San Francisco ausgehende Hippiebewegung stellte die ihrer Meinung nach sinnentleerten Wohlstandsideale der Mittelschicht in Frage und propagierte eine von Zwängen und bürgerlichen Tabus befreite Lebensvorstellung. Im Vergleich zur 68er-Bewegung und den Gammlern dominierten dabei stärker gemeinschaftliche (Selbstverwirklichung) als gesellschaftspolitische Konzepte; teilweise überschnitten sich die Ideale der Bewegungen.
„Denn anders als die Gammler wollten sie nicht nur dem Leistungsdruck der Gesellschaft entfliehen, sondern zugleich neue, menschlichere Lebensweisen und Umgangsformen finden.“ Die Idee von einem humaneren und friedlicheren Leben wurde mit dem Schlagwort Flower-Power (englisch für ‚Blumenmacht‘) belegt, das 1965 vom US-amerikanischen Dichter Allen Ginsberg geprägt und oft synonym zur gesamten Hippiebewegung verwendet wurde. Diese Ideale wurden versuchsweise in neuartigen, oft ländlichen Kommunen umgesetzt.
Mit ihrer Verweigerung der bestehenden gesellschaftlichen und politischen Normen und Werte führte die Hippie-Kultur entsprechende Ansätze der Beat Generation weiter, zu der u. a. William S. Burroughs, Neal Cassady, Charles Plymell, Jack Kerouac und Allen Ginsberg zählten. Im Nonkonformismus der Beat Generation der 1950er Jahre wurden die Friedensbewegung, freie Liebe, Drogenkonsum sowie fernöstliche Religionen thematisiert und geschah eine Aufarbeitung des Faschismus in Deutschland bis in die Universitäten.
Ein wesentlicher Einfluss auf die Bewegung wird von vielen Beobachtern halluzinogenen Drogen, insbesondere LSD, zugeschrieben. Erfahrungen aus LSD-Trips gingen in die Kultur, Philosophie und Politik der Bewegung ein. Nachdem die Substanz verboten wurde, verlagerte sich deren Produktion in Untergrundlabore. In zahlreichen Musikstücken und Filmen wurden LSD-Erfahrungen verarbeitet, auch in der breiten Öffentlichkeit und in der Wissenschaft waren sie ein Thema.
In der Literatur stellten Bücher wie Die Pforten der Wahrnehmung von Aldous Huxley, The Way of Zen von Alan Watts, die Werke der Beat Generation oder die Werke Carlos Castanedas Inspirationsquellen der Hippiebewegung dar.

## Kultur

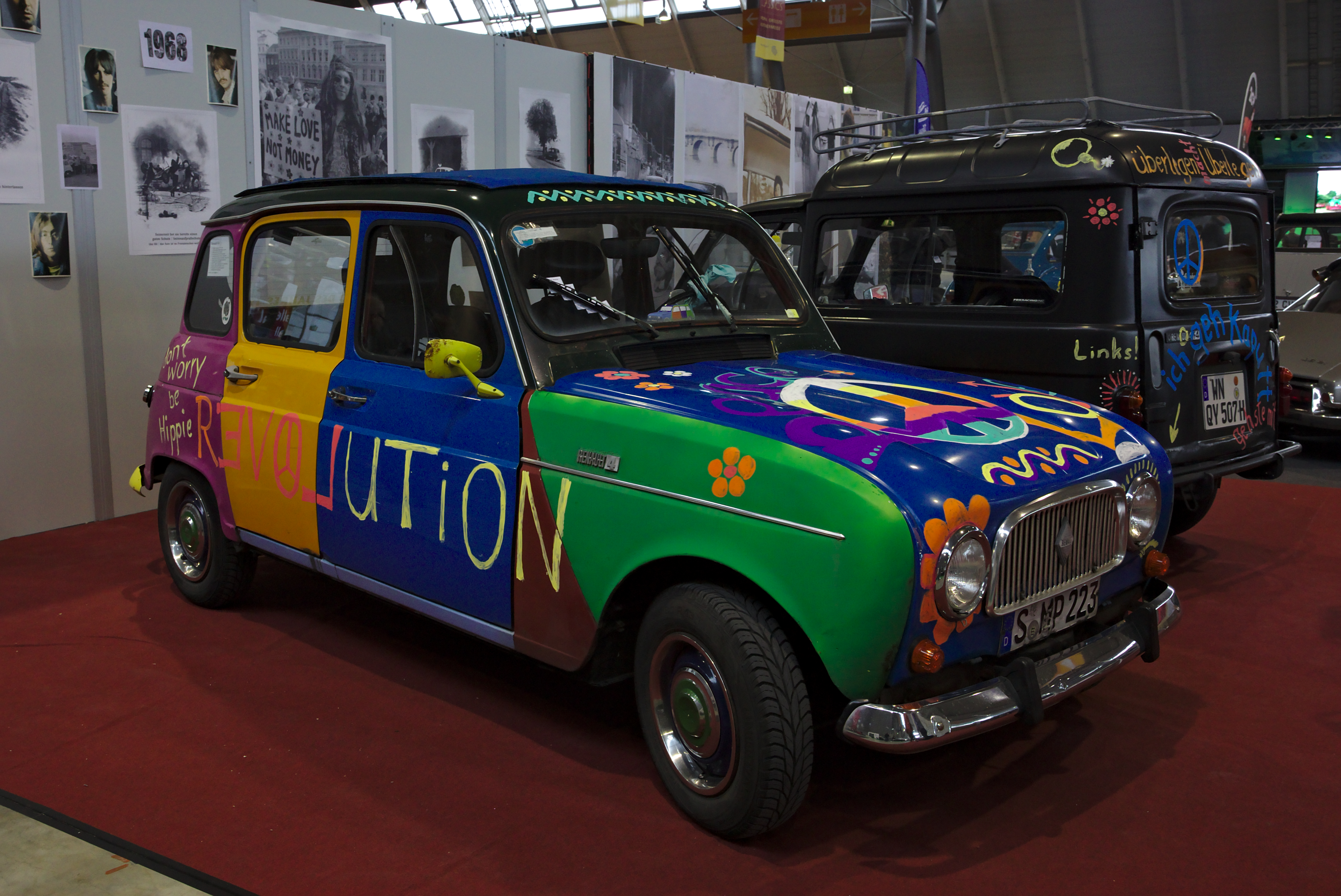
Typisches Hippie-Auto: Renault 4

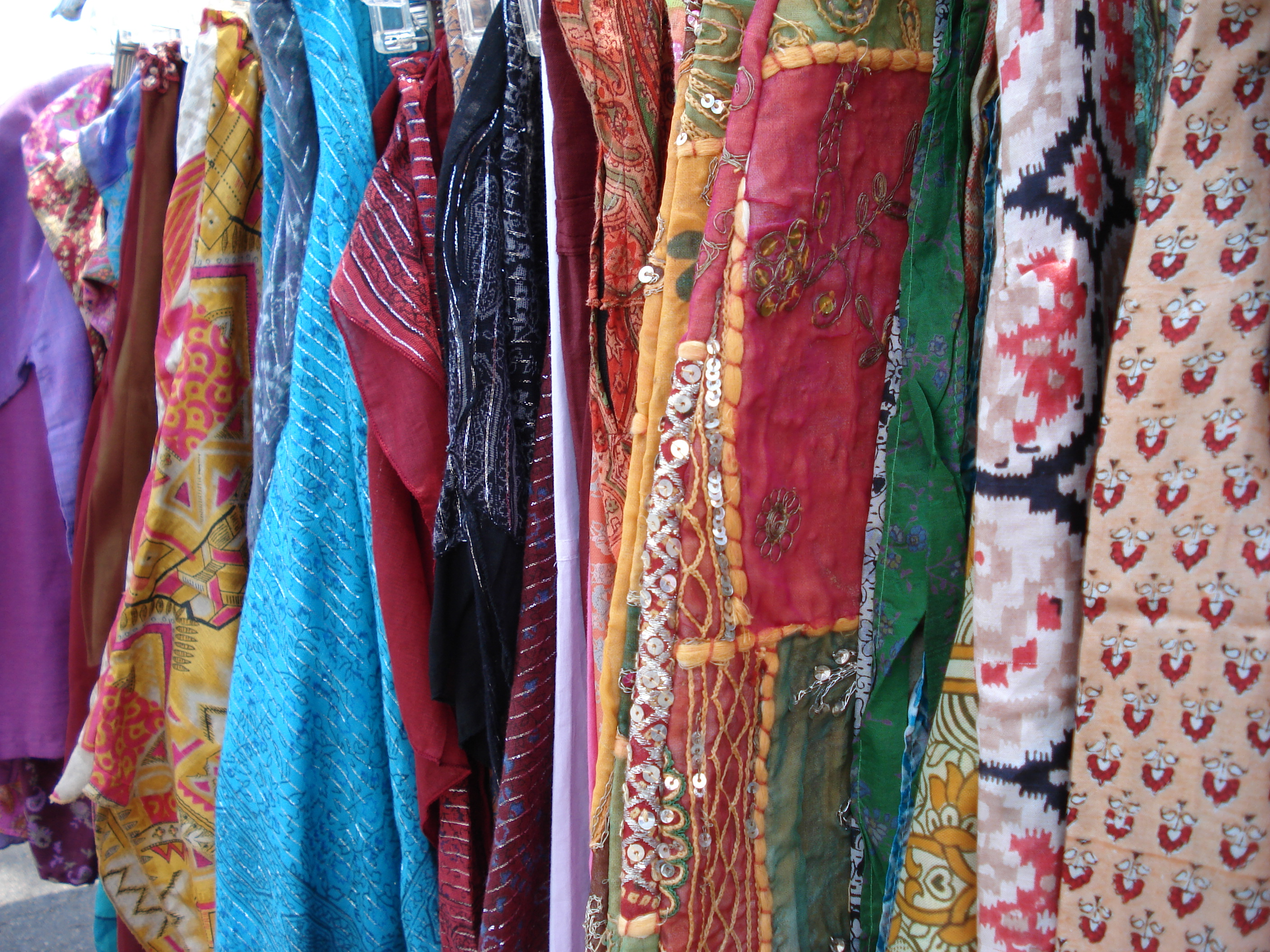
Hippie-Bekleidung

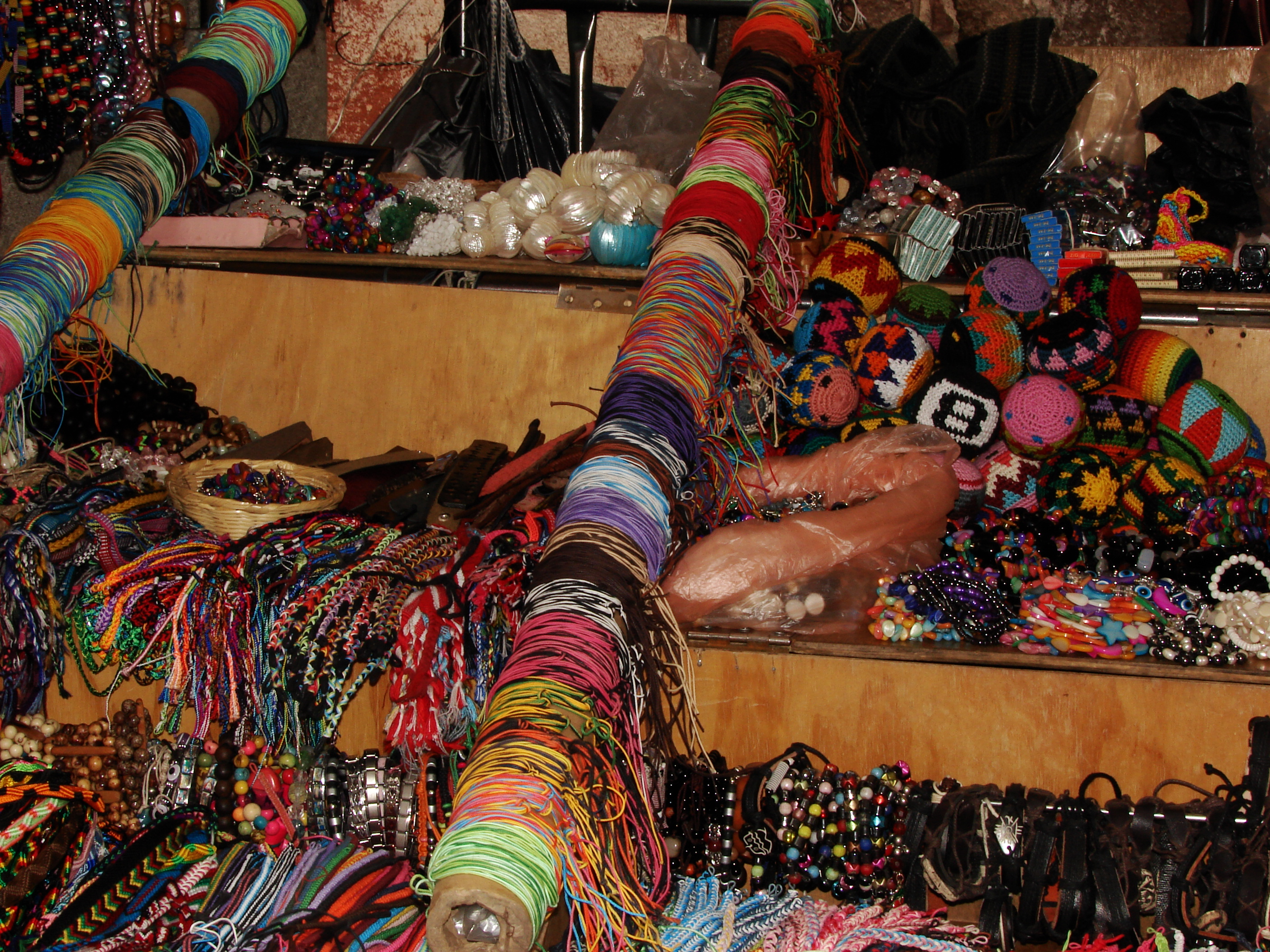
Hippie-Accessoires

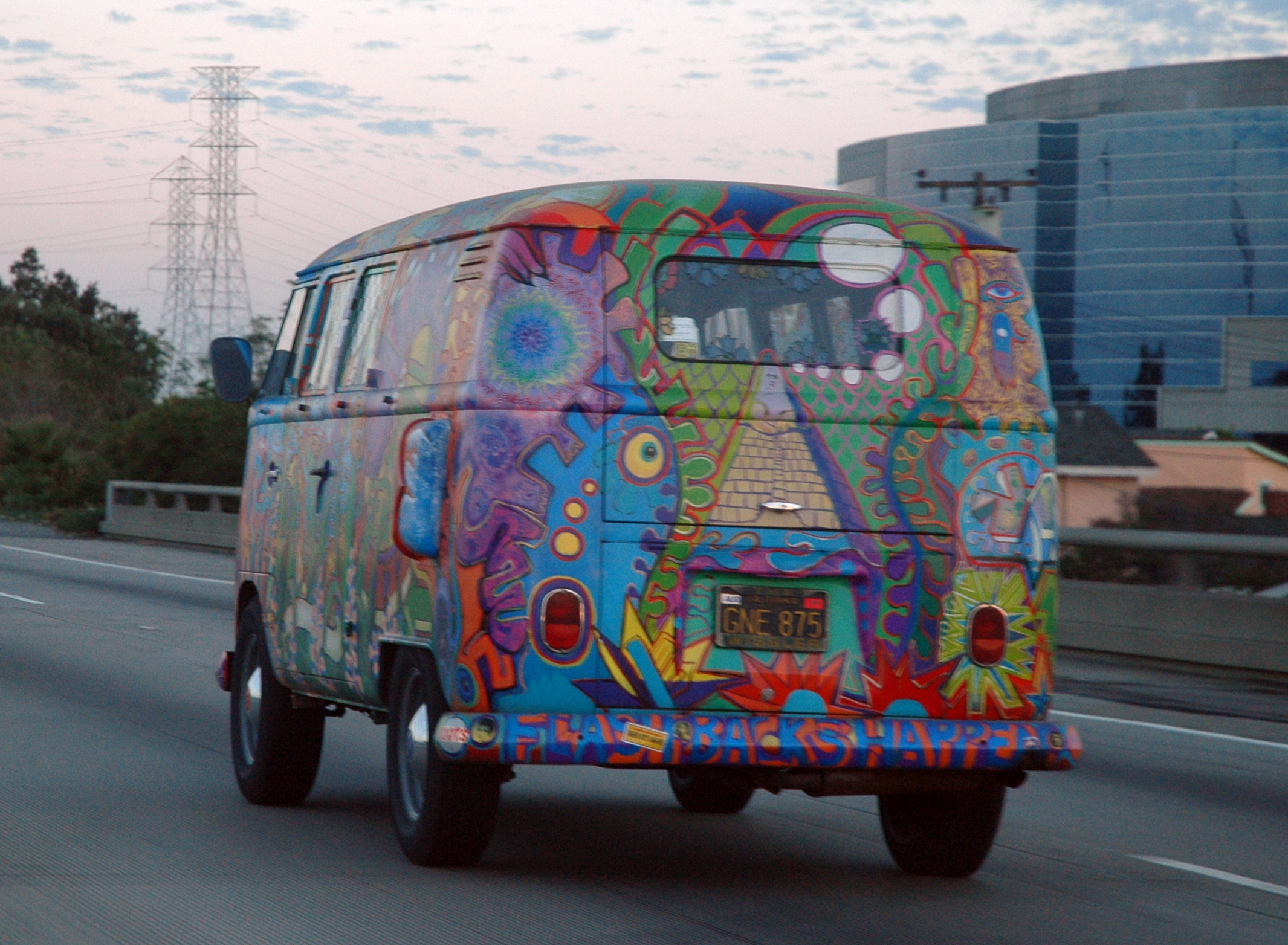
Typisches Hippie-Fahrzeug: VW-Bus

Bands wie Grateful Dead, The Beatles, The Rolling Stones, The Who, Santana, Musiker wie Janis Joplin, Jimi Hendrix, Melanie und Jim Morrison, Künstler wie Robert Crumb, Schauspieler wie Peter Fonda und Arlo Guthrie sowie Aktivisten wie Ken Kesey und Allen Ginsberg zeigen unterschiedliche Facetten der pluralen, heterogenen Hippie-Bewegung. Oftmals stellten Hippies eine Bohème dar, wie in den Vierteln Haight-Ashbury in San Francisco und Greenwich Village in New York, wo sie als Subkultur Orte des Undergrounds schufen.

### Mode
In ihrem Bekleidungsstil setzte die Hippie-Bewegung der industriell gefertigten Massen-Mode provokativ eine Anti-Mode entgegen. Durch Eigenproduktion mittels Nähen, Färben und Stricken setzte man sich von der Konsumgesellschaft ab und entzog sich damit deren marktwirtschaftlichen Verwertungsinteressen. Das Tragen dieser Kleidung demonstrierte somit nicht nur Individualität und Kreativität, sondern auch eine Absage an die bestehende Wirtschaftsordnung.
In dieser Kultur etablierte sich ein eigener Musik- und Kleidungsstil. Im grafischen Bereich nahm sie Einfluss auf die Plakatkunst und die Gestaltung von Schallplattenhüllen. Manche Männer und Frauen trugen wallende Batikgewänder mit bunten Farben und zumeist die sogenannten Jesuslatschen an den Füßen oder liefen barfuß.
Als Frisuren waren sowohl bei Männern als auch Frauen lange Haare, oft mit Dreadlocks, beliebt, daneben gab es aber auch ausgefallenere Frisuren und oft bunt gefärbte Haare. Charakteristisch ist, dass es kaum bis keine geschlechtsspezifischen Unterschiede in der Kleidung gibt, was das Aufbrechen von Geschlechterrollen symbolisiert.
Dreadlocks und der Kleidungsstil wurden ab den 1970er Jahren von den indischen Sadhus abgeleitet, die in Goa die Hippieszene nicht nur äußerlich stark beeinflussten. Verbreitet waren auch Gegenstände wie Räucherstäbchen und Duftkerzen. Hippies schmückten sich zum Zeichen für Frieden und Liebe mit Blumen, einem Attribut, das die Modeindustrie bald verwertete und damit gesellschaftsfähig machte. Sie wurden daher von der Boulevardpresse „Blumenkinder“ genannt.

### Musik
Die Hippieszene war musikalisch vielfältig. Die Musikrichtungen reichten von diversen Spielarten der Rockmusik wie Space Rock, Folk Rock, Jazz Rock, Bluesrock und anderen progressiven Richtungen wie Progressive Rock über Naturmusik bis hin zu Folk und Weltmusik. Generell charakteristisch war eine harmonische, friedliche Stimmung.
Die psychedelische Musik, neben Folk der dominante Musikstil während des Höhepunktes der Hippiebewegung in den späten 1960er Jahren, war bei vielen Musikern durch Konsum von Psychedelika geprägt. In den 1970er Jahren kam der Reggae als beliebte Musik in die Szene.
Ein bekanntes Lied, das direkt auf den Ursprung der Hippiekultur und die Blumen Bezug nahm, ist der Hit San Francisco (Be Sure to Wear Flowers in Your Hair) von Scott McKenzie, der 1967 in Deutschland zwei Monate lang auf Nummer eins der Charts war. Vorgänger war der Song All You Need Is Love von den Beatles, der ebenfalls für die Zeit bezeichnend war und sechs Wochen die Hitparade anführte.
Ein berühmt gewordener musikalischer Höhepunkt, der zugleich den Beginn der Endphase der nicht kommerzialisierten Hippiebewegung einleitete, war das Woodstock-Festival. Geradezu stellvertretend für die Hippie-Ära steht das Musical Hair.
Ein musikalisch und melodiös eingängiges Beispiel, das die Emotionen dieser Ära einfängt, ist das 1967 aufgenommene Album Sgt. Pepper’s Lonely Hearts Club Band der Beatles. Das Album war ein Gesamtkunstwerk, das Lebensfreude und neuen Zeitgeist ankündigte: „A splendid time is guaranteed for all“ (aus dem Album-Song Being for the Benefit of Mr. Kite!).

## Der Hippiezug nach Asien
Kennzeichnend für diese Bewegung war ebenfalls der große Aufbruch in den Osten, Richtung Indien mit seiner orientalischen Mystik. Niedrige Drogenpreise sowie ein damals äußerst kostengünstiges Leben trugen ebenfalls dazu bei, die Attraktivität dieses Ziels zu erhöhen. Auf dem Weg dorthin wurde Kabul als Durchgangsstation bekannt sowie das Kathmandutal als Endziel der Hippies auf der Suche nach individueller Freiheit.
Der Aufbruch nach Osten umfasste mehrere Seiten: Die kulturelle Seite bestand in der Suche nach sich selbst. Die Lebensweise der Hippies mit ihrem Traum von Freiheit, Frieden und Liebe konnte ihrer Meinung nach hauptsächlich in anderen Kulturen umgesetzt werden. Kleidung, Denkweise und Haarlänge unterlagen anderen Normen oder Standardwerten. Die nomadenhafte Seite war die Suche nach neuen Horizonten.
Der Film Easy Rider avancierte auch deswegen zum Kultfilm, weil er eine Sehnsucht symbolisierte, nicht zuletzt die Sehnsucht von tausenden Jugendlichen nach Freiheit, in Amerika und Europa, unter anderem in Indien, einem Land der Dritten Welt, in dem die sozialen Unterschiede derart enorm waren, dass sie sich dem Verständnis der meisten Europäer entzogen (Kastensystem). Wachgerüttelt durch die sozialen und politischen Bewegungen Ende der 1960er Jahre, sollten neue Wege erschlossen werden. Mystik, Drogen und/oder Religion wurden als Inspirationsquelle zu Hilfe gezogen.
Anfang der 1970er Jahre waren diese Jugendlichen sich bewusst geworden, dass sie Suchende sind, auf der Suche nach einer Mystik, die mit Drogen den Zugang zu den Pforten der Wahrnehmung öffnen sollte. Eines der Vorbilder des Indienzugs war Hermann Hesses Siddharta. Hesse war 1911 selbst mehrere Monate in Indien. Viele Leser fühlten sich davon angesprochen. Doch trotz der weithin bekannten counter-culture (englisch für ‚Gegenkultur‘) wurde Amerika dennoch kein Hippieziel der Europäer, sondern blieb, auch wegen des Vietnamkrieges, eher ein abschreckendes Beispiel.
In Abneigung gegen die Vereinnahmung durch das autoritäre System entwickelte sich in den Gästehäusern des Hippie-Trails eine Subkultur, die eigene Normen und Richtlinien suchte. Soziologisch bestanden die Hippies im Wesentlichen aus westeuropäischen und nordamerikanischen Mittelstandskindern, überwiegend unter 30 Jahren, aus Auswanderern und Aussteigern, Lebenskünstlern und Bohemiens, Studenten, Arbeitsverweigerern, Fahnenflüchtigen und Drogenkonsumenten.

## Zeitgenössische Betrachtung
Hippies wurden von konservativen Kreisen und dem Mainstream als Arbeitsscheue, Gammler, Chaoten und Langhaarige diffamiert. Sie wurden als Aussteiger betrachtet, die sich dem Leistungsprinzip und den bürgerlichen Konventionen und Moralvorstellungen nicht unterwarfen, sondern entzogen. Ihnen wurden häufig, im abwertenden Sinne, pauschal politische Bestrebungen wie Sozialismus, Anarchismus oder Kommunismus unterstellt, obwohl es durchaus anarchistische Tendenzen innerhalb der Hippiebewegung und der Gegenkultur gab, jedoch keine staatskommunistischen oder -sozialistischen Interessen und Ideologien. „Das Ziel der Hippies war eine antiautoritäre und enthierarchisierte Welt- und Wertordnung ohne Klassenunterschiede, Leistungsnormen, Unterdrückung, Grausamkeit und Kriege.“ (Walter Hollstein) Liebe an der Spitze der Werthierarchie wurde in diesem Zusammenhang nicht in einem egozentrischen, sondern in einem gemeinschaftlichen Sinne verstanden.

## Auflösung und heutiges Fortbestehen

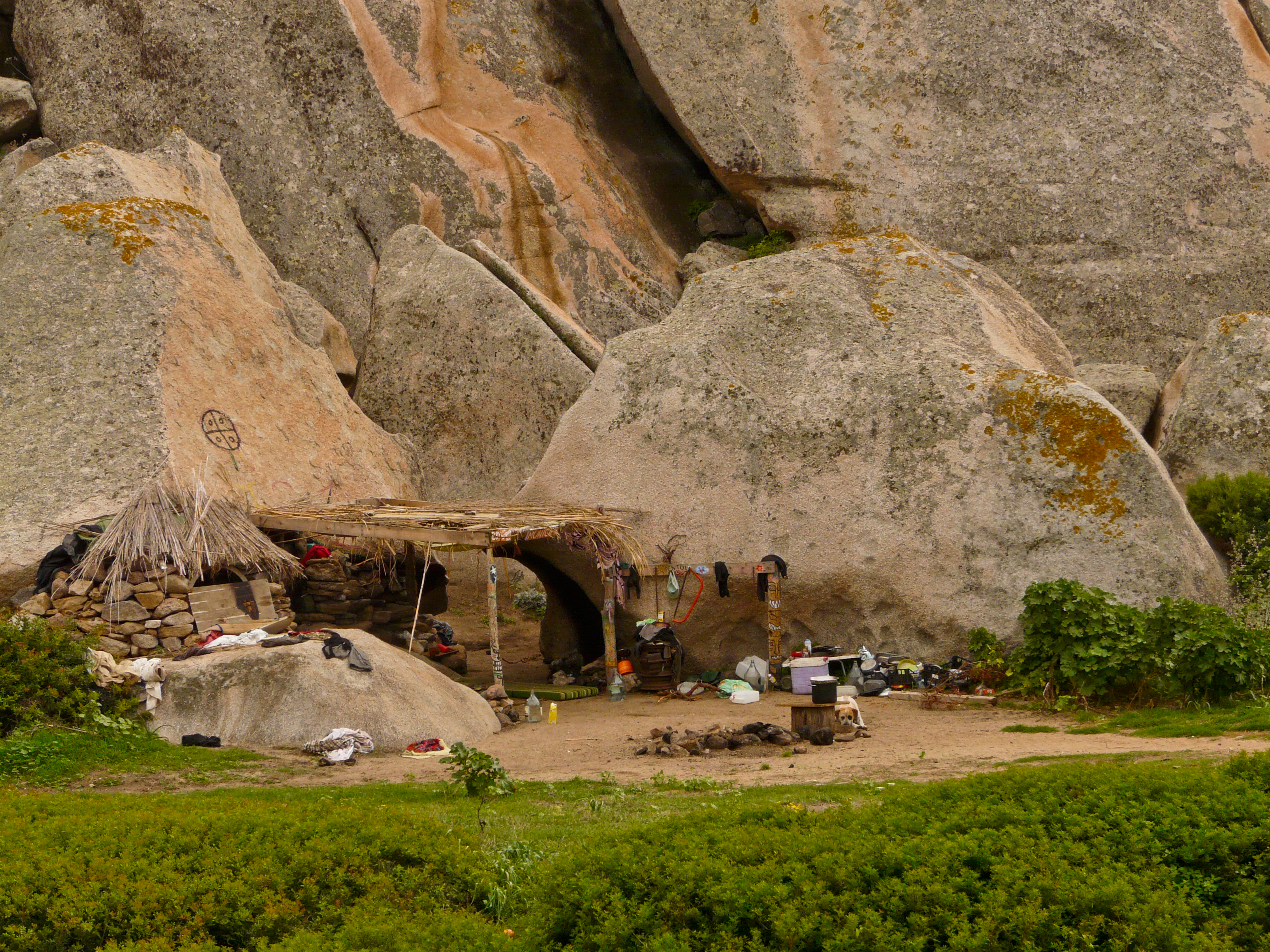
In einigen warmen Regionen, wie hier an der Küste Sardiniens (Valle di Luna, Capo Testa), wohnen Hippies teilweise in Höhlen oder selbsterrichteten Unterkünften

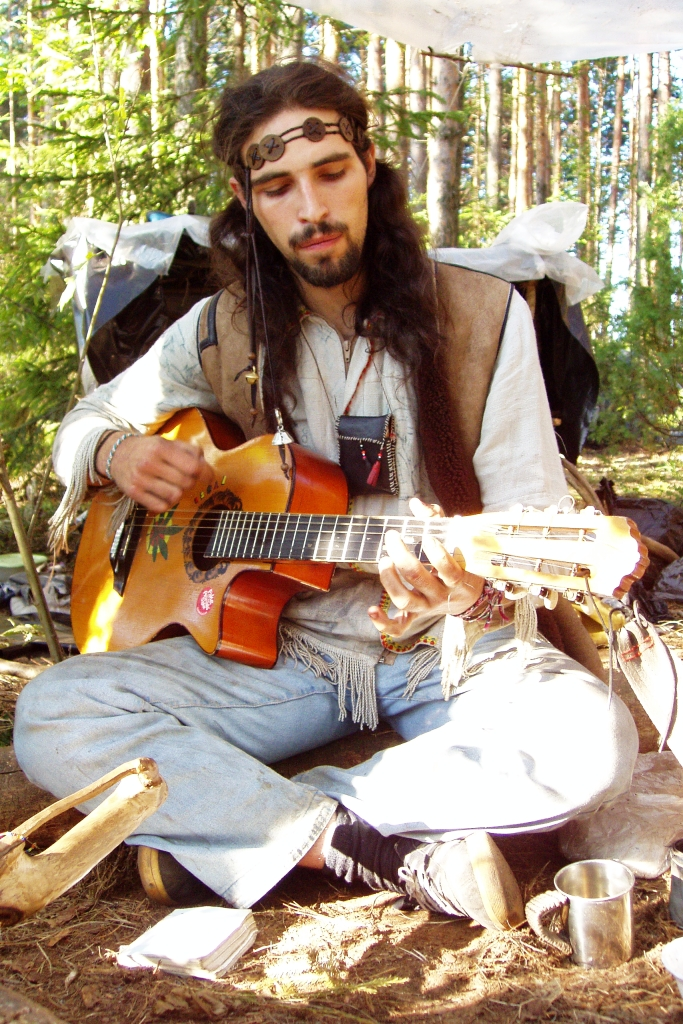
Rainbow Gathering, Russland, August 2005

Mit ihrer Kommerzialisierung kam es zum Niedergang der Hippiebewegung. Neue soziale Bewegungen bildeten daran anschließend ein gewisses Auffangbecken für Teile der ehemaligen Hippiebewegung seit den 1970er Jahren. Die neu entstehende Jugendkultur des Punk grenzte sich seit circa 1977 sehr stark vom Innerlichkeitsdenken, der Sanftheit und der Naturliebe der Hippies ab, die sie als verlogen empfand. Viele jugendliche Hippies konvertierten zu der neuen, dominant werdenden Jugendkultur. Trotzdem lebten viele Hippies neben der neuen Subkultur und verschwanden nicht. Auch heute leben Menschen alternativ-experimentell im Geiste der Hippiebewegung. Die Hippiebewegung starb zwar als Massenkult, überlebte allerdings als Nischenkultur.
Die heutigen Hippies sind wie ihre Vorgänger Anhänger einer Geisteshaltung, die das freiheitliche, pazifistisch-soziale, tolerante Gemeinschaftsleben postuliert. Innerhalb dieser Lebensphilosophie sind anarchische Denkweisen ebenso gängig wie naturreligiös-spirituelle. Vegetarismus und Veganismus sind stark verbreitet. Dies wird zum Beispiel in der ökologischen Lebensweise vieler Hippies und in dem Essensangebot von Veranstaltungen der Hippieszene deutlich. Die Weltanschauung und der Kleidungsstil wie auch die Lebensweise sind dem Einzelnen selbst überlassen. Heutzutage gibt es in vielen, besonders größeren Städten der westlichen Welt Hippies, auch abgeschieden auf dem Land und in südlichen Ländern, bspw. in Kommunen auf Ibiza, in Marokko oder auf den griechischen Inseln. Auch in Goa in Indien leben kleine Hippie-Gemeinschaften (siehe Abschnitt „Der Hippiezug nach Asien“), von dort aus entstand die Musikrichtung Goatrance.
Gerade in der Spätphase sind die Grenzen zum New Age fließend. Insoweit handelt es sich bei Teilen der Hippiebewegung um ein Übergangsphänomen von den rationalistischen Fortschrittserzählungen der Moderne (darunter auch 68er-Bewegung und Sozialismus) hin zur Neomystik der Postmoderne (unter anderem: New Age, Neuheidentum).
Mit der Freistadt Christiania existiert in Kopenhagen eine von Hippies gegründete alternative Wohnsiedlung als autonome Gemeinde.
Seit 1968 existiert Deutschlands ältestes Hippiefestival, das Burg-Herzberg-Festival. Auch auf weiteren, aber meist kleineren und damit regionaleren Festivals wie dem Flower Power Festival in Freiberg, dem Zytanienfestival oder dem FreakWeekNoEnd im oberpfälzischen Oberviechtach findet sich eine reiche Auswahl an Musik verschiedenster Richtung im Einklang mit der Alternativen Kultur.

## Rezeption
Zu den Filmen, die sich mit dem Lebensstil der Hippies auseinandersetzen, gehören neben Easy Rider auch Cheech und Chong, Alice’s Restaurant oder die Verfilmung der Musicals Hair und Jesus Christ Superstar sowie der Dokumentarfilm über das Woodstock-Festival.
In der Folge Stirb Hippie, Stirb! der Serie South Park wird der Lebensstil der Hippies humorvoll angegangen. Der Dokumentarfilm Last Hippie Standing widmet sich der Geschichte der Hippiekultur in Goa.
Die Hippie-Bewegung wird in einer Vielzahl literarischer Werke aufgegriffen und verarbeitet, so zum Beispiel durch den US-amerikanischen Schriftsteller T. C. Boyle in seinem 2003 erschienenen Roman Drop City.
In der deutschsprachigen Belletristik sind mehrere Romane des Schriftstellers Tiny Stricker zu nennen, die den Zeitgeist der Hippie-Bewegung widerspiegeln.